# Taşlıçay
Taşlıçay là một huyện thuộc tỉnh Ağri, Thổ Nhĩ Kỳ. Huyện có diện tích 834 km² và dân số thời điểm năm 2007 là 22714 người, mật độ 27 người/km².